# Eutaw
Eutaw is een plaats (city) in de Amerikaanse staat Alabama, en valt bestuurlijk gezien onder Greene County.

## Demografie
Bij de volkstelling in 2000 werd het aantal inwoners vastgesteld op 1878.
In 2006 is het aantal inwoners door het United States Census Bureau geschat op 3031, een stijging van 1153 (61,4%).

## Geografie
Volgens het United States Census Bureau beslaat de plaats een oppervlakte van
11,8 km², geheel bestaande uit land. Eutaw ligt op ongeveer 60 m boven zeeniveau.

## Plaatsen in de nabije omgeving
De onderstaande figuur toont de plaatsen in een straal van 32 km rond Eutaw.